# The Miracle Worker (film, 2000)
Pour l’article homonyme, voir The Miracle Worker.
Pour plus de détails, voir Fiche technique et Distribution.
The Miracle Worker est un film américain biographique de 95 minutes réalisé par Nadia Tass et scénarisé par Monte Merrick, sorti le 12 novembre 2000. Il est basé sur la pièce de théâtre de William Gibson Miracle en Alabama (en anglais : The Miracle Worker), qui datait d'une diffusion de 1957 de la série d'anthologies Playhouse 90. La pièce de théâtre de Gibson était elle-même basée sur le livre autobiographique de 1902 d'Helen Keller The Story of My Life (en). La pièce avait auparavant été adaptée au cinéma en 1962 et en 1979. Le film a été diffusé en avant-première par ABC pour la série d'anthologies Le Monde merveilleux de Disney. Il porte principalement sur l'éducation difficile d'Helen Keller par son institutrice, Anne Sullivan.

## Synopsis
Dans les années 1880, Anne Sullivan doit aider la jeune Helen Keller, une sourde et aveugle, à pouvoir mieux s'exprimer et interagir avec les autres. Helen était alors incapable de communiquer avec ses parents, si ce n'est par des crises soudaines, une maladie l'ayant rendue sourde et aveugle à l'âge de 19 mois. Impuissante, sa famille est obligée de la laisser briser des objets et faire ce qu'elle veut, ne sachant comment faire pour l'éduquer. La croyant être aussi intelligente qu'un pauvre animal, ses parents songent à l'envoyer à un asile, mais engagent Anne dans une ultime tentative pour leur fille.
Ayant eu elle-même de grands défis à surmonter dans sa jeunesse, Anne semble prête à aider Helen, mais ses efforts sont constamment remis en doute par les parents d'Helen, qui voient ses méthodes d'un mauvais œil. Le but d'Anne n'est que de lui donner de la discipline, mais aussi de lui offrir une nouvelle possibilité de communication.
Malheureusement, ses méthodes ne semblent pas assez efficace, puisqu'Helen tend à retourner à ses mauvaises habitudes, et la date limite pour l'apprentissage d'Helen arrive à grands pas. Pendant leur dernier souper ensemble, Helen renverse un pichet d'eau et Anne l'amène au puits pour remplir ce dernier. Elle réalise alors que les gestuelles qu'Helen fait sont en réalité sa façon de représenter ce qui est autour d'elle. Elle comprend donc qu'Helen associe l'eau à ce qui sort du puits et trouve enfin une façon pour Helen de pouvoir communiquer avec le monde autour d'elle.

## Fiche technique
- Titre original : The Miracle Worker
- Réalisation : Nadia Tass
- Scénario : Monte Merrick
- Production : Peter M. Green (producteur exécutif), Charles Hirschhorn (producteur exécutif), Suzy Beugen
- Musique : William Goldstein
- Photographie : David Parker (en)
- Décors: Odetta Stoddard
- Costumes : Christopher Hargadon (sous le nom de Chris Hargadon)
- Maquillage : Sandra Moore (maquillages), Cathy Shibley (coiffeuse)
- Sociétés de production : Fountain Productions, Walt Disney Television
- Distribution : ABC
- Budget : Inconnu
- Box Office :
- Pays d’origine :  États-Unis
- Langue originale : anglais, langue des signes américaine
- Genre : Biopic
- Durée : 95 minutes
- Date de sortie :
  - États-Unis : 12 novembre 2000
  - Finlande : 9 juillet 2005
  - Suède : 17 septembre 2006

## Distribution
- Alison Elliott : Anne Sullivan
- Hallie Kate Eisenberg : Helen Keller
- Lucas Black : James Keller
- Kate Greenhouse : Kate Keller
- David Strathairn : Arthur Henley Keller (Capitaine Keller)
- Damir Andrei : Dr Anagnos
- Stewart Arnott : propriétaire de la ferme
- Kevin Duhaney : Percy
- Neville Edwards : Henry
- Patricia Gage : tante Ev
- Eugene Lipinski : procureur
- Twila Provencher : Annie jeune
- Jackie Richardson (en) : Viney
- Liam Robinson : Jimmie
- Stephanie Sams : Martha
- Joe Barzo : contremaître (non-crédité)
- Doron Loeb : maître-cheval (non-crédité)
- Rose Tedesco : ouvrier

## Tournage
Le film a été tourné à Mississauga en Ontario.

## Distinctions
Il est le lauréat de l'édition 2001 du Family Television Award de l'Internet Movie Database. Il a aussi été nommé à l'édition 2001 des Golden Reel Awards de la Motion Picture Sound Editors pour le meilleur montage sonore et aux Young Artist Awards de cette même année pour la meilleure performance pour une actrice de moins de dix ans pour Hallie Kate Eisenberg.